# Iwan Awiekow
Iwan Awdiejewicz Awiekow, ros. Иван Авдеевич Авеков (ur. 19 maja 1919 w rejonie dubrowieńskim, zm. 17 kwietnia 1943) – as myśliwski Radzieckich Sił Powietrznych z 25 potwierdzonymi zwycięstwami w II wojnie światowej.
Od 1937 roku Awiekow służył w Armii Czerwonej, po ukończeniu w 1939 roku Szkoły Lotniczej w Charkowie, a następnie w 1940  8 Odeskiej Wojskowej Lotniczej Szkoły Pilotów im. P.D. Osipienki został skierowany do służby w jednym z okręgów syberyjskich. 
W dniu napaści Niemiec na ZSRR zestrzelił dwa samoloty niemieckie Messerschmitt Bf 109. Następnie walczył w Moskwie.
Iwan A. Awiekow w okresie od kwietnia 1942 do śmierci w kwietniu 1943 roku służył w 519 Pułku Lotnictwa Myśliwskiego ZSRR. Latał na samolotach Jak-1. W jednostce dowodził jedną z eskadr. Jego samolot Jak-1 uległ awarii i Awiekow zginął w wypadku 17 kwietnia 1943 roku. 24 sierpnia 1943 pośmiertnie został odznaczony tytułem Bohatera Związku Radzieckiego. Był także odznaczony Orderem Lenina.
Został pochowany na cmentarzu wojenny w Lipiecku w grobie zbiorowym.